# Bausset-Roquefort
Bausset-Roquefort je priimek več oseb:    
- Emmanuel-François de Bausset-Roquefort, francoski rimskokatoliški škof
- Joseph Bruno de Bausset-Roquefort, francoski rimskokatoliški škof
- Louis-François de Bausset-Roquefort, francoski rimskokatoliški škof in kardinal
- Pierre-François-Gabriel-Raymond-Ignace-Ferdinand de Bausset-Roquefort, francoski rimskokatoliški nadškof